# Gare de Ouled Mimoun
La gare de Ouled Mimoun est une gare ferroviaire algérienne située sur le territoire de la commune d'Ouled Mimoun, dans la wilaya de Tlemcen.

## Situation ferroviaire
Établie à une altitude de 715,000 m, la gare est située au point kilométrique (PK) 32,128 de la ligne de Tabia à Akid Abbes, où elle est précédée de la gare de Aïn Tallout et suivie de celle de Aïn Fezza.
| \| Ouled Mimoun Tlemcen Akid Abbes Maghnia Tabia Ghazaouet \| Localisation de la gare d'Ouled Mimoun dans la wilaya de Tlemcen. |
| Ouled Mimoun Tlemcen Akid Abbes Maghnia Tabia Ghazaouet                                                                         |

## Histoire
Lors de la colonisation, la gare portait le nom de gare de Lamoricière.
La gare est mise en service en 1887 lors de l'ouverture de la section de Aïn Tallout à Lamoricière (actuelle Ouled Mimoun) de la ligne de Sainte-Barbe-du-Tlélat à Oujda,.

## Service des voyageurs

### Dessertes
La gare d'Ouled Mimoun est desservie par les trains régionaux de la liaison Oran - Tlemcen.